# Verlag am Goetheanum
Der Verlag am Goetheanum ist ein anthroposophischer Verlag. Er entstand aus dem von Johanna Mücke gegründeten  Philosophisch-Theosophischen Verlag in Berlin, der nach der Gründung der Anthroposophischen Gesellschaft 1912/1913 in Philosophisch-Anthroposophischer Verlag umbenannt wurde. Der heutige Verlagssitz ist Dornach in Sichtweite des namensgebenden Goetheanums.

## Geschichte
Steiners erste wissenschaftliche und philosophische Titel waren zunächst nur als Privatdrucke und in Zeitschriften, dann in verschiedenen renommierten Verlagen erschienen, zum Beispiel bei A. W. Hayn’s Erben. Da den Verlegern Steiners Werke zunehmend „esoterischer“ erschienen, wollte jedoch kaum noch einer ohne Einschränkung das Veröffentlichungsrisiko eingehen. Ein wesentliches Motiv für einen eigenen Verlag war daher, die Verbreitung der Schriften Rudolf Steiners weiterhin sicherzustellen.
Der Philosophisch-Theosophische Verlag wurde am 1. August 1908 von Marie von Sivers (1867–1948), damals Sekretärin des Begründers der Anthroposophie Rudolf Steiner (1861–1925) und später dessen zweite Ehefrau, zusammen mit der dann ersten Leiterin des Verlages, Johanna Mücke (1864–1949), gegründet. Die Verlagsräume befanden sich unter der Wohnung von Rudolf und Marie Steiner in der Motzstraße 17 (heute Hausnummer 30).
Fortan erschienen sämtliche Publikationen Rudolf Steiners im neuen Verlag. Anlässlich der Gründung der Anthroposophischen Gesellschaft wurde das Unternehmen 1913 in Philosophisch-Anthroposophischer Verlag umbenannt. Den Hauptteil des Verlagsprogramms nahmen bald Steiners Vortragsnachschriften ein. Darüber hinaus erschienen Bücher von Adolf Arenson, Michael Bauer, Mathilde Scholl, Carl Unger, Kurt Walther und anderen.
Aufgrund wirtschaftlicher Schwierigkeiten in der Inflationszeit der Weimarer Republik zog der Verlag zum Jahresende 1923 von Berlin in die Schweiz nach Dornach bei Basel um, der Verlag wurde nach Gründung der Allgemeinen Anthroposophischen Gesellschaft 1923/24 als Abteilung in selbige eingegliedert. Zu dieser Zeit waren bereits nahezu 500 Publikationen erschienen. In Dornach wurde 1924 in aller Eile vom Bauverein in der Nähe des Heizhauses des Goetheanums das sogenannte
Verlagshaus nach Skizzen Rudolf Steiners in Holzständerbauweise errichtet; es diente als Büchermagazin des Verlages. In den freigewordenen Berliner Verlagsräumen wurde eine Zweigstelle der Freien Anthroposophischen Gesellschaft eingerichtet.
Nach Rudolf Steiners Tod 1925 verwaltete zunächst seine Frau den literarischen Nachlass Steiners und dessen Herausgabe. Ab 1936 hatte Otto Reebstein († 1944), der seit 1930 Verlagsmitarbeiter war, die Leitung bis 1943 inne. Zum Zweck der Nachlassherausgabe gründete Marie Steiner vor ihrem Tod 1943 den Verein Rudolf Steiner Nachlassverwaltung, unter dessen Dach ein neuer Verlag entstand. Er trägt seit 1971 den Namen Rudolf Steiner Verlag und ist seit 2007 als Aktiengesellschaft vom Nachlassverein rechtlich unabhängig. Dem Philosophisch-Anthroposophischen Verlag dagegen wurde die weitere Herausgabe der Werke Steiners gerichtlich untersagt, so dass dieser sich nun auf Veröffentlichungen des Goetheanums und der Mitarbeiter seiner Sektionen spezialisierte. In ihm erschienen bis 1953 insgesamt fast 500 Schriften. Mit der Zeit wurden mehrere Verlage wie der Rudolf-Geering-, der Ogham-, der Natura-Verlag in den Philosophisch-Anthroposophischen Verlag eingegliedert.
Seit 1995 wird der Verlag rechtlich unabhängig von der Anthroposophischen Gesellschaft als Philosophisch-Anthroposophischer Verlag am Goetheanum geführt, um die Gemeinnützigkeit der Gesellschaft nicht zu gefährden. Ab 1983 führte ihn der Steiner-Schullehrer und Verlagskaufmann Joseph Morel. In rund 25 Jahren hat Morel die Herausgabe von etwa 1100 Bücher betreut, wovon etwa 600 Titel noch lieferbar sind (Stand 2008). Jährlich erschienen 40 bis 50 Titel, davon rund 30 Neuerscheinungen. Morel schied Ende Juni 2009 aus Altersgründen und wegen Differenzen mit der Goetheanum-Leitung aus dem Verlag aus.
Seit 1. Juli 2009 ist Christiane Haid verantwortlich für das Programm des Verlages am Goetheanum.
Das Verlagsdomizil wurde vom Verlagshaus später in das 1914 erbaute sogenannte „Glashaus“ am Goetheanum verlegt. Veranlasst durch die Generalsanierung des Glashauses zog der Verlag Ende 2005 in das Erdgeschoss des sogenannten „Kleinodien-Hauses“ um.